# Contarinia nasturtii
Шаблон:Speciesbox
Contarinia nasturtii, капустная галлица небольшое двукрылое, личинки которого поражают растения семейства капустные, вызывая скручивание и деформацию стеблей и листьев, включая гибель верхушечной почки у рассады или повреждение развивающихся цветочных головок. Исконный ареал капустной галлицы охватывает территорию Европы и Турции, в Северной Америке является инвазивным видом.

## Жизненный цикл
Половозрелые галлицы имеют желтовато-коричневую окраску тела и длину до 2 мм, живут до трех дней. За время жизни самка откладывает около ста яиц несколькими партиями на листья подходящих растений-хозяев. Для успешного развития яиц необходимы влажные условия. Развитие яйца длится от 1 до 10 дней при 30 или 10°С, соответственно. Личинки питаются от одной до трех недель, в зависимости от температуры, вызывая развитие галлов. Взрослея, личинки опускаются в почву и либо окукливаются в овальный кокон на глубине около 5 см или, при неблагоприятных погодных условиях, переходят в состояние покоя в шаровидном коконе, зарываясь в почву глубже. Взрослые насекомые (имаго) появляются через полторы-семь недель после окукливания. В год развивается несколько поколений галлицы.
Если период покоя вызван засухой, развитие продолжается после увлажнения, но если покой вызван низкой температуры, развитие возобновляется только после длительного периода холодной погоды. Личинки выходящие из кокона покоя поднимаются к поверхности почвы, затем неглубоко зарываются и образуют овальный кокон.

## Распознавание растения хозяина
Недавнее исследование показало, что несмотря на то что C. nasturtii паразитирует на растениях семейства капустные, распознавание растений не зависит от глюкозинолатов, вторичных метаболитов специфичных для капустных.

## Повреждение вызванные галлицей
Капустная галлица вызывает галлы и повреждает цветную капусту, брокколи, капусту, брюссельскую капусту, кольраби и ряд диких растений семейства капустных, включая пастушью сумку, ярутку полевую, клоповник полевой и сурепку обыкновенную. При поражении саженца или молодого растения личинки собираются в группу и выделяют слюну, которая размягчает кутикулу и эпидермис растения, всасывая образовавшуюся жидкость. На черешке листа это повреждение тканей сопровождается образованием пробкового галла. Здоровая сторона черешка продолжает нормальный рост, что приводит к скручиванию и деформации. Если заражение происходит на стадии цветения цветной капусты, образуется чахлое, многоветвистое соцветие.

## Распространение
Исконный ареал Contarinia nasturtii охватывает территорию Европы и Турции.
В Северной Америке капустная галлица является инвазивным видом. В Канаде капустная галлица была впервые обнаружена в 1996 году и в настоящее время встречается в ряде провинций (Онтарио), Квебек, Новая Шотландия, остров Принца Эдуарда). В США вид был обнаружен в западной части штата Нью-Йорк в 2004 году, к настоящему моменту встречается также в Коннектикуте, Массачусетсе, Мичигане, Нью-Джерси, Огайо и Вермонте.

## Внешние ссылки
- Изображения Contarinia nasturtii выделены жирным шрифтом.

Шаблон:Taxonbar